# Piastów (Tarnobrzeg)
Piastów – osiedle Tarnobrzegu znajdujące się w środkowo-północnej części miasta.

## Nazwa
Nazwa nie ma uzasadnienia historycznego i jest wynikiem skojarzenia z nazwami ulic królów i książąt piastowskich z historii Polski.

## Granice osiedla
W granicach osiedla znajdują się ulice: Dąbrówki, Bolesława Chrobrego, Bolesława Śmiałego, Leszka Białego, Władysława Łokietka, Mieszka I, Modrzewiowa, Akacjowa, Bukowa, Brzozowa, Dębowa, Grabowa, Skarbka, Jaworowa, Kasztanowa, Klonowa, Topolowa, Królowej Jadwigi, św. Kingi, Kanadyjska, Sztygarów, Gwarków, Kazimierza Wielkiego, Warszawska. Graniczy z osiedlami: Serbinów, Wymysłów, Dzików, Bogdanówka.

## Zabudowa
Zabudowa to głównie domki jednorodzinne. Znajdują się tam także: II Oddział Hospicjum św. Ojca Pio (prowadzony przez parafię Matki Bożej Nieustającej Pomocy), piekarnia „Monika”.